# Henan-Airlines-Flug 8387
Der Henan-Airlines-Flug 8387 (VD 8387) war ein Inlandsflug der Henan Airlines vom Flughafen Harbin Taiping zum Flughafen Yichun Lindu. In der Nacht des 23. August 2010 verunglückte die Embraer E-190 während des Fluges in der Nähe vom Flughafen Yichun Lindu mit 91 Passagieren und fünf Crewmitgliedern an Bord. Dies war der erste Unfall mit Todesfällen mit einer Embraer E-190.
Der Abschlussbericht wurde im Juni 2012 von der Chinese State Security Agency for Work Safety (CSAWS) veröffentlicht. Er stellte fest, dass die Crew die Sicherheitsvorschriften für Landungen bei Nebel nicht beachtete.

## Unfallgeschehen
Nach dem Reiseflug bereiteten die Piloten sich auf eine Landung auf der Landebahn 30 des Flughafens Yichun Lindu vor. Für den Kapitän war es der erste Anflug auf diesen Flughafen.
Während des Einkurvens zum Endanflug meldete der Copilot, dass die Landebahn-Befeuerung in Sicht sei. Im Endanflug schaltete der Kapitän den Autopiloten aus und setzte den Anflug fort, obwohl die Landebahn nicht mehr in Sicht war. Die Maschine schlug bei einem gesteuerten Flug ins Gelände 870 m vor der Landebahn auf. Durch auslaufenden Treibstoff ging das Flugzeug in Flammen auf und wurde vollständig zerstört.
Die Flugunfallermittler kamen zu dem Schluss, dass der Verantwortliche Pilot den Anflug trotz einer von der Flugplatzkontrolle gemeldeten Sichtweite von nur 2.800 m begann, welche unter der Mindestsichtweite von 3.600 m lag.
Die Besatzung setzte den Anflug fort, obwohl die Landebahn wegen Strahlungsnebels nicht erkennbar war. Trotz der akustischen Höhenwarnung durch den Radar-Höhenmesser wurde nicht durchgestartet und das vorgesehene Fehlanflugverfahren nicht durchgeführt.
Als weiterer Unfallfaktor wurde das schlechte Sicherheitsmanagement der Fluggesellschaft verantwortlich gemacht.